# Agata
Agataⓘ – imię żeńskie, pochodzące od przymiotnika stgr. ἀγαθός („dobry”), w Polsce znane od XIII wieku.
Wśród imion nadawanych nowo narodzonym dzieciom, Agata w 2017 roku zajmowała 32. miejsce wśród imion żeńskich. W całej populacji Polek Agata zajmowała w 2017 roku 39. miejsce (177 157 osób).
Agata imieniny obchodzi 5 lutego.
Męski odpowiednik: Agaton.

## W innych językach
- angielski – Agatha
- czeski – Agáta
- duński – Agatha
- esperanto – Agata[6]
- fiński – Akaata
- francuski – Agathe
- gr. Αγάθη
- hiszpański – Ágata, Águeda
- łacina – Agatha
- litewski – Agota
- niemiecki – Agatha, Agathe
- portugalski – Águeda
- słowacki – Agáta
- słoweński – Agata
- szwedzki – Agata
- serbski – Gaèa
- węgierski – Agáta
- włoski – Agata
- ukraiński – Ahafiya

## Osoby noszące imięAgata
- Agata Budzyńska (1964–1996), polska piosenkarka, poetka i kompozytorka
- Agata Bulwa (ur. 1975), polska łuczniczka
- Agata Buzek (ur. 1976), polska aktorka i modelka
- Agatha Christie (1890–1976), angielska pisarka powieści detektywistycznych
- Agata Gawrońska-Bauman (ur. 1969), polska aktorka
- Agata Jabłońska (ur. 1985), polska poetka
- Agata Jarecka (ur. 1965), polska wiolonczelistka i pedagog
- Agata Karczmarek (ur. 1963), polska gimnastyczka
- Agata Korc (ur. 1986), polska pływaczka
- Agata Kornhauser-Duda (ur. 1972), pierwsza dama RP
- Agata Kulesza (ur. 1971), polska aktorka
- Agata Młynarska (ur. 1965), polska dziennikarka i prezenterka telewizyjna
- Agata Mróz (ur. 1984), polska judoczka
- Agata Mróz-Olszewska (1982–2008), polska siatkarka
- Agata Passent (ur. 1973), polska felietonistka i dziennikarka
- Agata Rowińska (ur. 1964), polska prawnik
- Agata Sapiecha (ur. 1958), polska skrzypaczka
- Agata Schmidt (ur. 1985), polska śpiewaczka operowa
- Agata Siecińska (ur. 1960), polska aktorka filmowa, malarka
- Agata Sikora (ur. 1983), polska kulturoznawczyni, krytyczka literacka i eseistka
- Agata Sycylijska (zm. ok. 251), męczennica, święta Kościoła katolickiego i prawosławnego
- Agata Szymczewska (ur. 1985), polska skrzypaczka
- Agata Teleżyńska, polska dziennikarka
- Agata Tuszyńska (ur. 1957), polska prozaiczka, poetka, reportażystka i historyk literatury i teatru
- Agata Wróbel (ur. 1981), polska sztangistka
- Agata Zacheja (ur. 1997), polska judoczka
- Agata Zwiejska (ur. 1989), polska pływaczka